# 五所川原市立中央小学校
五所川原市立中央小学校（ごしょがわらしりつ ちゅうおうしょうがっこう）は、青森県五所川原市松島町2丁目にある公立小学校。児童数は男子186人、女子196人、全校382人。うち普通学級は13学級、特別支援学校3学級（2022年5月現在）。

## 概要
五所川原市の中心部から、少し東にある住宅地松島町にある小学校である。隣接して、五所川原市立五所川原第一中学校がある。

## 沿革
- 1970年（昭和45年）
  - 4月1日 - 南小学校と松島小学校の校舎を一部借用し、五所川原市立中央小学校として発足。　
  - 4月7日 - 市立五所川原第一中学校体育館において開校式ならびに第1回入学式挙行。1学年から3学年児童は市立松島小学校2教室およびプレハブ3教室で、4学年から6学年児童は市立南小学校3教室で授業開始。
  - 4月23日 - PTA発足。
  - 7月28日 - 校舎起工式。
- 1971年（昭和46年）
  - 1月1日 - 校歌・校章制定。
  - 3月24日 - 第1回卒業式を市立五所川原第一中学校体育館にて挙行。
  - 6月1日 - 校舎落成式・入校式挙行。この日を開校記念日と定めた。
  - 11月27日 - 体育館落成。
- 1972年（昭和47年）9月2日 - 校舎落成式。
- 2000年（平成12年） - 創立30周年記念として、校地内にタイムカプセルを埋める。
- 2013年（平成25年）
  - 4月 - 鉄筋コンクリート造の校舎と鉄筋コンクリート造＋一部鉄骨造の体育館建設[2]。
  - 8月下旬(2学期) - 新校舎での授業が開始。
- 2020年（令和2年）7月 - 創立50周年記念として、『タイムカプセル掘り起こし祭』開催[3]。

## 学区
松島町、一ツ谷、烏森の一部、石岡字藤巻の一部、漆川字袖掛の一部、吹畑字藤巻の一部。

## 校歌・校章
- 校歌の作詞・作曲：新谷雄蔵（初代校長・日本考古学協会員）。
- 校章の図案制作：伊藤正規（洋画家・日展審査員・五所川原市名誉市民）。

## 委員会活動
- 放送委員会
- 体育委員会
- 図書委員会
- 保健委員会
- 環境委員会
- 新聞委員会
- 給食委員会
- 運営委員会

## 部活動
部活動の加入は希望制で4年生からではあるが、野球部は部員不足のため1年生からでも活動可能。
- 野球部
- 卓球部
- 陸上部
- ソフトバレー部
- ※かつて2013年（平成25年）まではトランペット合奏部が存在していたが、指南役が教職員人事異動で不在となったため廃部となった。

## 進学先
ほとんどの児童が、学区内の五所川原市立五所川原第一中学校に進学する。

## 学童保育
中央小学校放課後児童クラブA、中央小学校放課後児童クラブB 
- 青森県「放課後子どもプラン」による、五所川原市 児童クラブ。

## 余談
本校の清掃は縦割り班清掃で、現在は25班までの班で行っている。また、2018年度（平成30年度）からは道徳や外国語授業などの影響により、授業日数が増え、日課表が多少変更された。

## アクセス
- JR五能線五所川原駅・津軽鉄道津軽五所川原駅から、徒歩で約1.1km・約17分(新生大橋の階段を利用した最短ルートを利用した場合)、車で約1.9km・約4分。
- 五所川原市役所から、徒歩で約1.23km、約23分・車で約1.3km・約3分。
- 弘南バス「松島八丁目」バス停（商店街循環バス「ELM - 若葉環状線」）から、徒歩約350m・約5分。

## 周辺
- 五所川原市立五所川原第一中学校 - 敷地が隣接
- 松島団地
  - 社会福祉法人青森民友厚生振興団まつしま団地こども園
  - 松島団地児童公園
- 旧十川
- 学校法人下山学園五所川原幼稚園
  - なお、下山学園が運営する五所川原商業高等学校は、2023年4月11日に鶴田町の青森県立鶴田高等学校（2023年3月31日閉校）校舎へ移転した。
- 五所川原松島郵便局